# Ectima liria
Ectima liria är en fjärilsart som beskrevs av Fabricius 1793. Ectima liria ingår i släktet Ectima och familjen praktfjärilar. Inga underarter finns listade i Catalogue of Life.